# Hacinas (kommunhuvudort)
Hacinas är en kommunhuvudort i Spanien.   Den ligger i provinsen Provincia de Burgos och regionen Kastilien och Leon, i den centrala delen av landet, 180 km norr om huvudstaden Madrid. Hacinas ligger 999 meter över havet och antalet invånare är 182.
Terrängen runt Hacinas är kuperad norrut, men söderut är den platt. Runt Hacinas är det mycket glesbefolkat, med 5 invånare per kvadratkilometer. Närmaste större samhälle är Salas de los Infantes, 4,1 km norr om Hacinas. Trakten runt Hacinas består i huvudsak av gräsmarker.